# Eugeniusz Dryniak

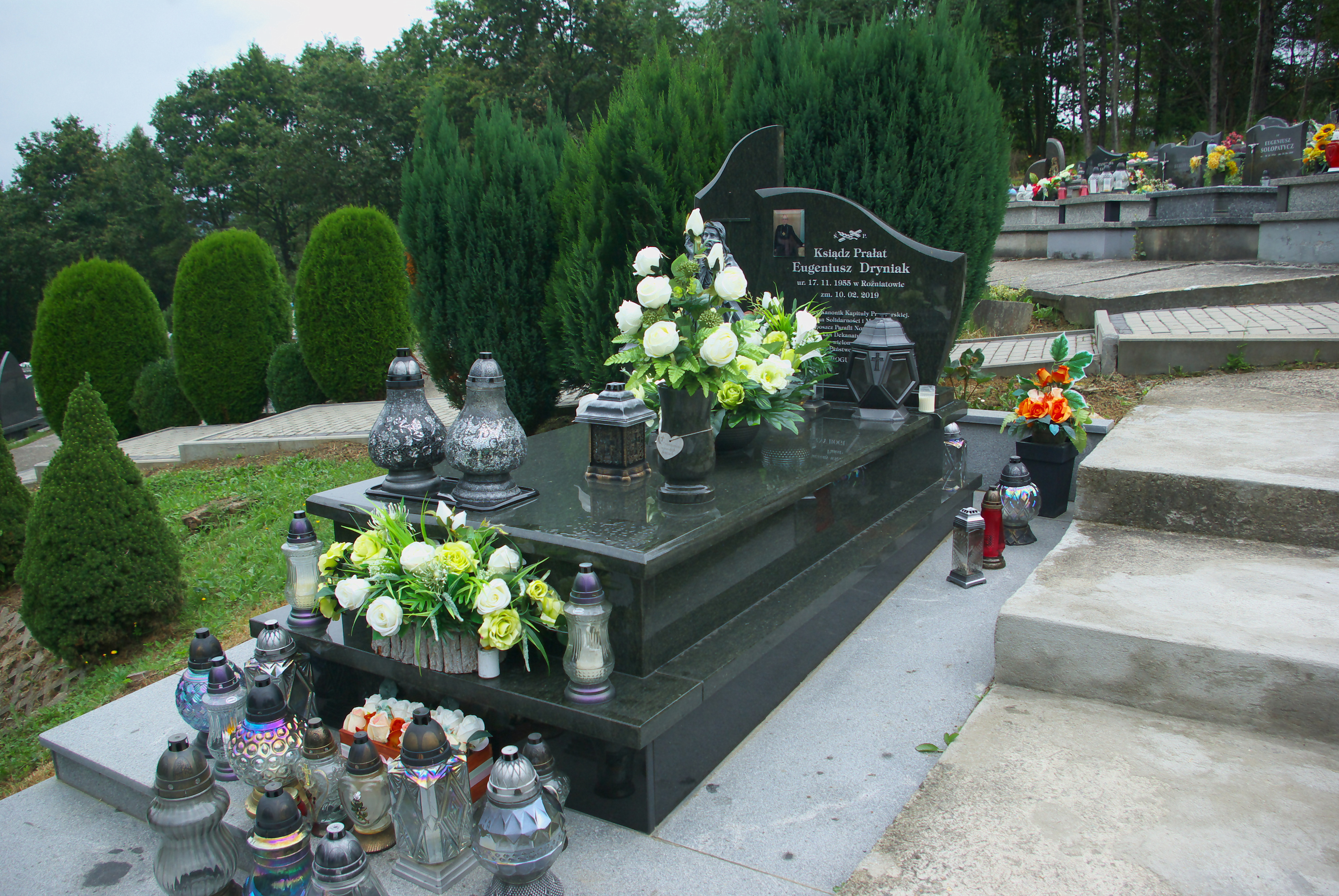
Grób ks. Eugeniusza Dryniaka

Eugeniusz Jacek Dryniak (ur. 17 listopada 1955 w Rożniatowie, zm. 10 lutego 2019 w Sanoku) – polski duchowny rzymskokatolicki, działacz opozycji demokratycznej w PRL.

## Życiorys
Urodził się 17 listopada 1955 w Rożniatowie. W 1980 ukończył Wyższe Seminarium Duchowne w Przemyślu i przyjął święcenia kapłańskie z rąk bpa Ignacego Tokarczuka. W latach 1980–1982 był wikariuszem w parafii Wniebowzięcia NMP w Zagórzu, w latach 1982–1987 w parafii Najświętszego Serca Pana Jezusa w Rzeszowie, następnie w latach 1987–1989 w parafii Matki Bożej Królowej Polski w Przemyślu. 
Od 1982 kapelan NSZZ „Solidarność” w Rzeszowie, od jesieni 1987 w Przemyślu. Był znany z odważnych kazań patriotycznych. We własnym mieszkaniu współorganizował spotkania opozycjonistów. W latach 1983–1987 był bliskim współpracownikiem Regionalnej Komisji Wykonawczej NSZZ „Solidarność” w Rzeszowie oraz współorganizatorem działalności wydawniczej i kolportażu podziemnej prasy lokalnej i ogólnopolskiej m.in. „Tygodnika Mazowsze”, „Woli”, „Przeglądu Wiadomości Agencyjnych”, „Hutnika”, raportów Konwersatorium Doświadczenie i Przyszłość. W latach 1983–1989 współorganizator i przewodnik duchowy pielgrzymek rzeszowskiej i przemyskiej „Solidarności” na Jasną Górę (w ramach ogólnopolskich Pielgrzymek Ludzi Pracy, do Warszawy z okazji wizyt Jana Pawła II w Polsce oraz na pogrzeb ks. Jerzego Popiełuszki, organizator rocznicowych pielgrzymek na grób ks. J. Popiełuszki. Od lipca 1984 kapelan Duszpasterstwa Ludzi Pracy w kościele Najświętszego Serca Jezusowego Rzeszowie. W latach 1987–1989 członek redakcji „Roli Katolickiej” – nieregularnego tygodnika diecezjalnego, ukazującego się nielegalnie za zgodą ordynariusza przemyskiego bp. Ignacego Tokarczuka. 
Od 1989 organizował parafię w. Józefa Rzemieślnika w Nowym Zagórzu, której został proboszczem. Od 2006 był dziekanem archiprezbiteriatu sanockiego. Zmarł 10 lutego 2019 w szpitalu w Sanoku. 12 lutego 2018, po mszy św. żałobnej w kościele św. Józefa Rzemieślnika został pochowany na cmentarzu parafialnym w Nowym Zagórzu.

## Ordery i odznaczenia
- Honorowe obywatelstwo Zagórza (2000)[3]
- Statuetka Pomnika Poległych Stoczniowców (Krzyże Gdańskie) (2005)
- Srebrny Krzyż Zasługi (23 stycznia 2001, za zaangażowanie w działalności na rzecz przemian demokratycznych w Polsce)[4]
- Krzyż Kawalerski Orderu Odrodzenia Polski (21 sierpnia 2009, za wybitne zasługi w działalności na rzecz przemian demokratycznych w Polsce, za osiągnięcia w pracy zawodowej i społecznej)[5]
- Krzyż Wolności i Solidarności (udekorowany 11 stycznia 2019)[6]